# Serpulinae
I Serpulinae Rafinesque, 1815 sono una sottofamiglia di anellidi policheti della famiglia dei Serpulidae.

## Tassonomia
La sottofamiglia Serpulinae al febbraio 2023 comprende le seguenti 2 tribù e un solo genere:
- Ficopomatini Pillai, 1960
  - Ditrupa Berkeley, 1835
  - Ficopomatus Southern, 1921
  - Galeolaria Lamarck, 1818
  - Hyalopomatus Marenzeller, 1878
  - Laminatubus ten Hove & Zibrowius, 1986
  - Neovermilia Day, 1961
  - Placostegus Philippi, 1844
  - Pseudochitinopoma Zibrowius, 1969
  - Pyrgopolon de Montfort, 1808
  - Spirobranchus Blainville, 1818
  - Vitreotubus Zibrowius, 1979
  - Neomicrorbis Rovereto, 1903
- Serpulini Rafinesque, 1815
  - Crucigera Benedict, 1887
  - Floriprotis Uchida, 1978
  - Hydroides Gunnerus, 1768
  - Serpula Linnaeus, 1758
  - Spiraserpula Regenhardt, 1961